# Уилмот, Бен
Бенджамин Льюис Уилмот (англ. Benjamin Lewis Wilmot; родился 4 ноября 1999, Стивенидж), более известный как Бен Уилмот (англ. Ben Wilmot) — английский футболист, защитник клуба «Сток Сити».

## Клубная карьера
С 2014 года выступал в футбольной академии клуба «Стивенидж». В апреле 2017 года подписал с клубом профессиональный контракт. В основном составе «Стивениджа» дебютировал 3 октября 2017 года в матче Трофея АФЛ против «Милтон-Кинс Донс». 13 января 2018 года дебютировал в Лиге 2, сыграв полный матч против «Моркама». Председатель «Стивениджа» Фил Уоллес заявил, что в январе 2018 года клуб отклонил три предложения о трансфере Уилмота от клубов Премьер-лиги. Издание «Индепендент» сообщило, что предложения поступали, в том числе, от «Уотфорда», предложившего 500 тысяч фунтов, и от «Тоттенхэм Хотспур», предложившего «немного меньше». Также молодым защитником интересовались «Брайтон энд Хоув Альбион», «Ливерпуль», «Дерби Каунти» и «Лидс Юнайтед». Всего в сезоне 2017/18 Бен Уилмот провёл за «Стивенидж» 15 матчей.
24 мая 2018 года Уилмот перешёл в «Уотфорд», подписав с клубом пятилетний контракт. Сумма трансфера не разглашалась, но «Стивенидж» сообщил, трансфер Уилмота стал рекордным для клуба, причём в зависимости от будущих выступлений Бена выплаты от «Уотфорда» могут «существенно возрасти» в будущем. 29 августа 2018 года Уилмот дебютировал в основном составе «Уотфорда» в матче Кубка лиги против «Рединга». 20 октября 2018 года Бен дебютировал в Премьер-лиге, выйдя на замену Себастиану Прёдлю в матче против «Вулверхэмптон Уондерерс».
31 января 2019 года Уилмот отправился в аренду в клуб итальянской Серии A «Удинезе» до окончания сезона. 8 марта 2019 года дебютировал за клуб в матче Серии A против «Ювентуса».

## Карьера в сборной
В марте 2018 года Уилмот провёл два матча за сборную Англии до 19 лет в рамках отборочного турнира к чемпионату Европы против сборных Латвии 24 марта и Македонии 27 марта.
15 октября 2018 года дебютировал в составе сборной Англии до 20 лет в матче против сверстников из Чехии.

## Личная жизнь
Отец Бена, Ричард Уилмот, был вратарём в «Стивенидже» и сыграл за клуб более 150 матчей.

## Статистика выступлений
| Клуб             | Сезон            | Лига                    | Лига | Лига | Кубок | Кубок | Кубок лиги | Кубок лиги | Прочие | Прочие | Итого | Итого |
| Клуб             | Сезон            | Дивизион                | Игры | Голы | Игры  | Голы  | Игры       | Голы       | Игры   | Голы   | Игры  | Голы  |
| ---------------- | ---------------- | ----------------------- | ---- | ---- | ----- | ----- | ---------- | ---------- | ------ | ------ | ----- | ----- |
| Стивенидж        | 2017/18          | АФЛ Лига 2              | 10   | 0    | 3     | 0     | 0          | 0          | 2      | 0      | 15    | 0     |
| Уотфорд          | 2018/19          | Английская Премьер-лига | 2    | 0    | 2     | 0     | 2          | 0          | —      | —      | 6     | 0     |
| Удинезе (аренда) | 2018/19          | Итальянская Серия A     | 3    | 0    | —     | —     | —          | —          | —      | —      | 3     | 0     |
| Всего за карьеру | Всего за карьеру | Всего за карьеру        | 15   | 0    | 5     | 0     | 2          | 0          | 2      | 0      | 24    | 0     |